# Хаур-Факкан (футбольний клуб)
«Хаур-Факкан» (араб. نادي خورفكان) — еміратський футбольний клуб з однойменного міста, заснований 1981 року. Домашнім стадіоном є «Сакр бін Мохаммад аль-Кассімі».

## Історія
Клуб був заснований в 1981 році під назвою «Аль-Халідж». У сезоні 1983/84 років клуб дебютував у вищому дивізіоні, зайнявши 4 місце, що і досі є найкращим результатом команди, яке клуб зуміл лише одного разу повторити у 1988 році. Між цими подіями, у сезоні 1986–87 клуб став фіналістом Кубка Президента ОАЕ, поступившись у вирішальному матчі «Аль-Васлу» з рахунком 0:2.
В сезоні 1993–94 «Аль-Халідж» здобув свій перший трофей, Кубок Федерації ОАЕ.
У червні 2017 року клуб був ребрендований, змінивши назву та логотип, після чого став відомий як клуб «Хаур-Факкан».

## Досягнення
- Кубок Президента ОАЕ:

Фіналіст: 1986–87
- Кубок Федерації ОАЕ:

Володар: 1994-95

## Відомі гравці
- Абдулла Алі Султан
- Халіль Ганім
- Мубарак Ганім